# Richard Markes
Richard Markes (1671-1704) foi membro do parlamento por Petersfield durante o início do século XVIII.
Ele nasceu em Portsmouth, filho único de Richard e Anne Markes. Em 1693 ele casou-se com Mary Randall de Petersfield: eles tiveram 3 filhos e 2 filhas. Ele foi Clerk of the Rope Yard no Portsmouth Dockyard a partir de 1691, e um Freeman de Portsmouth de 1702.